# Vindeväxter
Vindeväxter (Convolvulaceae) är en familj med omkring  60 släkten och fler än 1 650 arter. De flesta vindeväxtarterna är örtartade slingerväxter, men det finns även träd, buskar och örter.
Vindeväxterna känns igen på sina trattformade radiellt symmetriska blommor. Dessa har fem foderblad, fem kronblad som är sammanväxta samt fem ståndare. Stjälkarna är slingrande, därav namnet, även det vetenskapliga eftersom convolvere är latin för "slingra". Frukten är en kapsel med ett till fyra frön, ibland fler, ett bär eller en nöt.
Hos några arter används blad eller rötter som mat, exempelvis sallatsipomoea (Ipomoea aquatica) och sötpotatis (eller batat, Ipomoea batatas). Vissa arters frön kan användas som laxermedel. Några arter används som psykedeliska droger, såsom ololiuqui (Turbina corymbosa). Flera vindeväxter används som prydnads- och utplanteringsväxter, såsom blomman för dagen (Ipomoea tricolor) och purpurvinda (Ipomoea purpurea) men andra är besvärliga ogräs, bland annat vindorna (släktet Convolvulus).
Snärjesläktet (Cuscuta), som saknar klorofyll, klassificeras ibland som en egen familj, Cuscutaceae.